# Llista d'episodis de Teresina S.A.
La sèrie de televisió catalana Teresina S.A. consta d'una temporada amb un total de 13 episodis. Es va estrenar a Catalunya per TV3 el 2 d'abril de 1992.

## Temporades
| Temporada | Temporada | Episodis | Estrena a Catalunya | Final              | Final |
| --------- | --------- | -------- | ------------------- | ------------------ | ----- |
|           | 1         | 13       | 2 d'abril de 1992   | 25 de juny de 1992 |       |

## Llista d'episodis
| Núm. | #  | Títol                 | Director         | Guionista        | Data d'emissió     |
| --- | -- | --------------------- | ---------------- | ---------------- | ------------------ |
| 1 | 1  | «Festa major»         | Jordi Milán      | Sense determinar | 2 d'abril de 1992  |
| És l'últim dia de la Festa Major de Gràcia i els veïns del carrer on viuen les protagonistes, tres germanes que es diuen Teresa, encara que de diferents santes, preparen un gran final de festa. El pis de les Teresines és escollit com el lloc de l'assaig.                                                                 |    |                       |                  |                  |                    |
| 2 | 2  | «Tots sants»          | Sense determinar | Sense determinar | 9 d'abril de 1992  |
| Al pis de les Teresines es treballa frenèticament per acabar a temps un encàrrec per al dia de Tots Sants. Mentrestant, a l'escala fa olor de gas. |    |                       |                  |                  |                    |
| 3 | 3  | «Sants innocents»     | Sense determinar | Sense determinar | 16 d'abril de 1992 |
| A mitjan novembre, les germanes estan treballant en un encàrrec especial. Es tracta d'un material que normalment s'utilitza el dia dels Sants Innocents. Al pis de les Teresines es convoca la reunió anual de la comunitat de veïns.                                                                                          |    |                       |                  |                  |                    |
| 4 | 4  | «Nadal»               | Sense determinar | Sense determinar | 23 d'abril de 1992 |
| Les Teresines tenen molt treball per Nadal. Mentrestant, a l'escala s'instal·la un nou veí. Els altres veïns es moren de ganes de conèixer-lo i les Teresines, amb la seva habitual hospitalitat, l'acullen. |    |                       |                  |                  |                    |
| 5 | 5  | «Carnestoltes»        | Sense determinar | Sense determinar | 30 d'abril de 1992 |
| S'apropa el Carnaval i al pis de les Teresines es treballa cosint disfresses per a uns grans magatzems. A més, es casa la filla de l'Angelina i en Sebastià, el guàrdia urbà. |    |                       |                  |                  |                    |
| 6 | 6  | «Setmana Santa»       | Sense determinar | Sense determinar | 7 de maig de 1992  |
| Fa fred. Encara falta temps per a la Setmana Santa. Les Teresines reben un encàrrec especial: han de brodar un mantell per a una verge d'una cofradia que han creat un grup d'andalusos que viuen a Catalunya i enyoren les seves tradicions.                                                                                  |    |                       |                  |                  |                    |
| 7 | 7  | «Rams»                | Sense determinar | Sense determinar | 14 de maig de 1992 |
| Les Teresines fan palmes per al Diumenge de Rams. El Pepe i el Rafa, la parella que viu al quart, demanen a les Teresines un favor una mica especial. Elles, que són molt donades a fer favors, no saben què han de fer. Finalment hi accedeixen.                                                                              |    |                       |                  |                  |                    |
| 8 | 8  | «Les falles»          | Sense determinar | Sense determinar | 21 de maig de 1992 |
| Falten uns quants dies perquè sigui Sant Josep. L'escala de les Teresines fa olor de pólvora. Elles es dediquen a preparar un encàrrec de coets xinesos que s'han d'enviar a València. Paca, la veïna de dalt, que és valenciana i presidenta del Casal Faller de Gràcia, prepara una falla a la plaça del Sol.                |    |                       |                  |                  |                    |
| 9 | 9  | «Sant Jordi»          | Sense determinar | Sense determinar | 28 de maig de 1992 |
| És la vigília de Sant Jordi. Les Teresines fiquen roses dins d'unes capses de plàstic. Són per a un supermercat que l'endemà regalaran a la seva clientela. Una de les germanes veu un anunci al diari en què s'ofereix la possibilitat de saber, mitjançant un sistema d'ordinadors, quina és la parella ideal d'una persona. |    |                       |                  |                  |                    |
| 10 | 10 | «Pel maig, comunions» | Sense determinar | Sense determinar | 4 de juny de 1992  |
| Les Teresines treballen en un encàrrec d'estampetes pintades a mà. Tere, la germana petita, agafa la grip i han de trucar al metge. La veïna de dalt, la Montserrat, se'n va de vacances a Mallorca. Per equivocació, una carta destinada a la Montserrat és deixada a la bustia de les Teresines.                             |    |                       |                  |                  |                    |
| 11 | 11 | «San Fermín»          | Sense determinar | Sense determinar | 11 de juny de 1992 |
| Com cada any, les Teresines reben un encàrrec de mocadors pels sanfermins de Pamplona. El treball coincideix amb la celebració del sant d'una de les tres germanes, que el celebra el dia de Santa Teresa de Portugal. Els seus amics i veïns la feliciten. Al pis del costat s'ha instal·lat una sauna relax de transvestits. |    |                       |                  |                  |                    |
| 12 | 12 | «Turisme»             | Sense determinar | Sense determinar | 18 de juny de 1992 |
| Fa calor, ja és juliol i les Teresines estan donant els últims retocs a un encàrrec de “manolas” per a les botigues de “souvenirs”. Aprofitant que la veïna de la sabateria pinta la tenda, decideixen pintar-se el pis. Las convivència amb els pintors, l'encàrrec i les Teresines provoca una barreja explosiva.            |    |                       |                  |                  |                    |
| 13 | 13 | «De nou, festa major» | Sense determinar | Sense determinar | 25 de juny de 1992 |
| Ja ha passat un any. S'apropa la Festa Major i els veïns decideixen guarnir el seu carrer. |    |                       |                  |                  |                    |